# Jakob II. von Baden

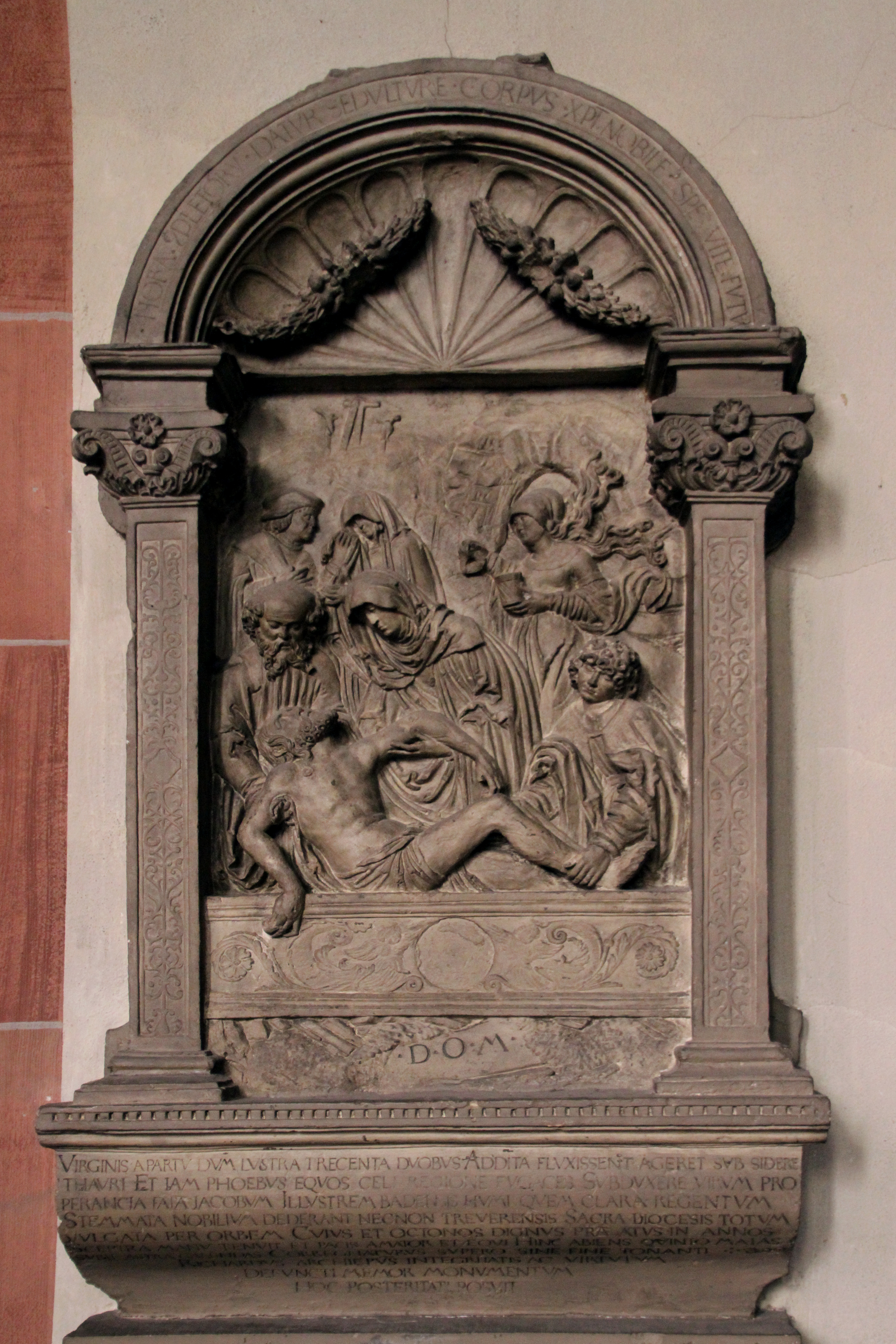
Epitaph in der Stiftskirche in Baden-Baden

Jakob von Baden (* 6. Juni 1471 auf Burg Hohenbaden/Baden-Baden; † 27. April 1511 in Köln) war ein badischer Prinz, (Titular-)Markgraf von Baden und ab 1503 als Jakob II. von Baden Erzbischof und Kurfürst von Trier.
Jakob von Baden war der älteste Sohn und das zweite von fünfzehn Kindern des Markgrafen Christoph I. (1453–1527) und dessen Gemahlin Ottilie von Katzenelnbogen (um 1451–1517). Regulär wäre er als Jakob II. zum regierenden Markgraf der Markgrafschaft Baden ausersehen worden, schlug aber gemäß der Familientradition eine geistliche Laufbahn ein. Ab 1489 studierte er in Bologna und Rom Theologie. 1490 wurde er auf zehn Jahre zum Propst des Stiftes St. Paulin in Trier gewählt, im Folgejahr auch zum Domizellar. 1497–1498 war er Domkanoniker in Mainz und Augsburg, 1499 königlicher Kammerrichter. Sein Großonkel, der Erzbischof von Trier Johann II. von Baden, bestimmte ihn am 16. Januar 1500 zum Koadjutor mit dem Recht auf Nachfolge (lat. „coadiutor cum iure successionis“), er starb drei Jahre später, am 9. Februar 1503. Bereits seit 1501 führte Jakob von Baden die Regierungsgeschäfte des Erzbistums. Unmittelbar darauf wurde Jakob von Baden zum Erzbischof von Trier als Jakob II. von Baden gegen die Opposition eines nicht unbeträchtlichen Teils des Domkapitels sowie des Adels und der Landstände gewählt. Am 28. Januar 1504 erhielt Jakob II. seine Bischofsweihe. Vom Kaiser wurde der neue Erzbischof mit der Schlichtung der Streitigkeiten in verschiedenen Städten wie Landshut, Worms und Köln beauftragt. Zwingende Aufgaben in seiner kurzen Regierungszeit waren die notwendige Konsolidierung der erzstiftlichen Finanzen. Weitere Tätigkeiten waren seine Förderung der jungen Universität Trier und die Wiederbelebung des Bruderschaftswesens. Bei einem der vielen Schlichtungsverfahren, denen er vorsaß, verstarb er nicht ganz vierzigjährig am 27. April 1511 in Köln und wurde zunächst in der Stiftskirche St. Florin in Koblenz begraben. Fast drei Jahrhunderte später wurden seine sterblichen Überreste am 25. Juni 1808 in die Familiengruft des Hauses Baden überführt.